# The George Benson Cookbook
The George Benson Cookbook je tretji studijski album džezovskega kitarista Georgea Bensona in njegov drugi album, ki ga je produciral John H. Hammond.

## Opis
Spletna stran The Hard Bop Homepage o albumu piše: »V bistvu gre za George Benson kvartet, s Smithom in Cuberjem, trombonist Bennie Green in tolkalist Pucho pa igrata na nekaterih skladbah, kar da albumu okus bopa, ki navdušuje oboževalce in kritike jazza. Bensonov kvartet je bil oblikovan po McDuffovem - z bariton saksofonistom Ronniejem Cuberjem, organistom Lonniejem Smithom in Jimmyjem Lovelacejem ali Marionom Bookerjem na bobnih. Sonorni zvok Cuberjevega bariton saksofona daje kvartetu bogatejšo teksturo kot McDuffov kvartet, ki je uporabljal tenor saksofon, vseeno pa je celotni zvok enak.«

## Seznam skladb
Avtor vseh skladb je George Benson, razen kjer je posebej napisano.
| Št.             | Naslov                                       | Dolžina |
| --------------- | -------------------------------------------- | ------- |
| 1.              | „The Cooker‟                                 | 4:18    |
| 2.              | „Benny's Back‟                               | 4:10    |
| 3.              | „Bossa Rocka‟                                | 4:20    |
| 4.              | „All of Me‟ (Gerald Marks, Seymour Simons)   | 2:08    |
| 5.              | „Big Fat Lady‟                               | 4:40    |
| 6.              | „Benson's Rider‟                             | 5:30    |
| 7.              | „Ready and Able‟ (Jimmy Smith)               | 3:32    |
| 8.              | „The Borgia Stick‟                           | 3:05    |
| 9.              | „Return of the Prodigal Son‟ (Harold Ousley) | 2:34    |
| 10.             | „Jumpin' with Symphony Sid‟ (Lester Young)   | 6:33    |
| Skupna dolžina: | Skupna dolžina:                              | 56:25   |

### Remasteriziran CD iz 2007 - bonus skladbe
| Št.             | Naslov                | Dolžina |
| --------------- | --------------------- | ------- |
| 11.             | „The Man from Toledo‟ | 2:08    |
| 12.             | „Slow Scene‟          | 3:11    |
| 13.             | „Let Them Talk‟       | 2:51    |
| 14.             | „Goodnight‟           | 2:21    |
| Skupna dolžina: | Skupna dolžina:       | 1:06:56 |

## Osebje
- George Benson – kitara, vokali

### The George Benson Quartet
- Ronnie Cuber – bariton saksofon
- Bennie Green – trombon
- Lonnie Smith – orgle
- Jimmy Lovelace – bobni
- Marion Booker, Jr. – bobni